# Limnophora tambaensis
Limnophora tambaensis är en tvåvingeart som beskrevs av Shinonaga 2005. Limnophora tambaensis ingår i släktet Limnophora och familjen husflugor. Inga underarter finns listade i Catalogue of Life.